# Mario Andretti
Mario Andretti (n. 28 februarie 1940, Montona, Regatul Italiei) este un fost un pilot de Formula 1, campion mondial în 1978 și campion în CART-ul american.

## Viața personală
Mario Andretti și fratele său geamăn Aldo s-au născut în familia lui Alvise Andretti, administrator la fermă și soția sa, Rina, în Montona, Istria (acum Motovun, Croația). Istria a fost apoi parte a Regatului Italiei, dar a fost anexată de Iugoslavia la sfârșitul celui de-al doilea război mondial, așa cum a fost confirmat prin Tratatul de la Paris. Familia Andretti a plecat în 1948, în timpul exodului din Istria, oprindu-se într-o tabără de refugiați din Lucca, Italia.
Andretti a povestit autorului Paul Stenning: "Tatăl meu a lăsat totul în urmă, am plecat de acasă și am luat ceea ce am putut purta și am mers mai departe în Italia. Trebuiau să înghită toate aceste familii care erau dispersate și au format toate taberele diferite prin Italia și am fost trimiși într-un loc din Toscana. Viața a fost cam ciudată la acel moment, dar singurul lucru pe care tatăl meu la făcut întotdeauna, ne-a oferit întotdeauna. Fiind copii, nu ne-a fost niciodată rece, nu am fost niciodată flămânzi, am mers la școală, el a facut întotdeauna să ne fie bine ".

## Formula 1
În 1968 Andretti a avut un debut senzațional în Formula 1, calificându-se pe pole position pentru Marele Premiu al Statelor Unite la Watkins Glen. Apoi, Colin Chapman a fost pregătit să-i ofere un loc complet (pentru a-l înlocui pe Jim Clark, care a fost ucis la începutul acelui an), dar Andretti nu a dorit să abandoneze securitatea carierei sale în America. În următorii ani, aparițiile sale în Formula 1 (în mașinile necompetitive Lotus, March și Parnelli) au fost sporadice și neconcludente, cu excepția notabilă din 1971, când a semnat cu Ferrari pentru o campanie în ambele sporturi (în care a câștigat mai multe curse cu copilotul Jacky Ickx) și Formula 1, unde a câștigat prompt primul Mare Premiu al sezonului, în Africa de Sud. A urmat o perioadă slabă în cariera sa USAC, care în 1976 a l-a determinat pe Andretti să se concentreze în sfârșit pe cursele de Formula 1, deși, la momentul respectiv, decizia sa de a se alătura unei echipe de atunci, falimentare, Lotus părea un traseu care probabil nu va duce la glorie.
Relația dintre Andretti și șeful Lotus, Chapman, era volatilă (aveau argumente aprige), dar în cele din urmă au dezvoltat un raport similar cu parteneriatul Chapman-Clark, care s-a dovedit atât de productiv în trecut. Cu toate că Andretti a considerat că Lotus 77 al lui Chapman era înfricoșător de pilotat, a reușit să înscrie o victorie de moment în cursa finală din 1976, Marele Premiu al Japoniei de la Fuji. Această primă victorie în cinci ani pentru Lotus l-a inspirat pe Chapman să depună eforturi mai mari pe tabloul de desen și în creația sa din 1977, mașina cu efect de sol, Lotus 78, pe care Andretti l-a ajutat să o dezvolte. El a câștigat patru curse. În 1978, cu șase victorii, cinci dintre ele în inovatoarea Lotus 79, Mario Andretti a devenit campion mondial.

## Cariera în Formula 1
| Sezon | Echipă              | Număr puncte | Loc clasament general |
| ----- | ------------------- | ------------ | --------------------- |
| 1968  | Team Lotus          | 0            | 36                    |
| 1969  | Team Lotus          | 0            | 31                    |
| 1970  | March               | 4            | 16                    |
| 1971  | Ferrari             | 12           | 8                     |
| 1972  | Ferrari             | 4            | 12                    |
| 1974  | Parnelli            | 0            | 25                    |
| 1975  | Parnelli            | 5            | 14                    |
| 1976  | Parnelli Team Lotus | 22           | 6                     |
| 1977  | Team Lotus          | 47           | 3                     |
| 1978  | Team Lotus          | 64           | 1                     |
| 1979  | Team Lotus          | 14           | 12                    |
| 1980  | Team Lotus          | 1            | 20                    |
| 1981  | Alfa Romeo          | 3            | 17                    |
| 1982  | Williams Ferrari    | 4            | 19                    |